# 제1차 영국-아프가니스탄 전쟁
제1차 영국-아프가니스탄 전쟁은 19세기 초 영국이 러시아 제국의 남하 정책을 막기 위해 아프가니스탄에서 국왕 도스트 무함마드를 쫓아내고 친영파의 새로운 왕을 세운 전쟁이다.

## 배경
당시 아프가니스탄은 1761년 파슈툰족 출신 페르시아 영웅 아흐마드 한이 대제국을 건설한 후 왕위 다툼으로 심각한 내분에 휩싸이고 그러는 사이 도스트 무함마드가 수도 카불을 점령하고 새로운 국왕으로 즉위했다.
한편 영국은 페르시아 지역이 러시아에게 넘어가자 러시아의 남하 정책을 막기 위해 아프가니스탄과 페르시아 일부 지방 등을 남하 정책을 막는 방어선으로 지정하고 1832년 4월 30일 영국군 중위 알렉산더 번즈를 카불로 보내 동맹 협상을 한다.
그러나 시크 왕국을 둘러싸고 영국과 아프가니스탄의 의견 차이로 협상은 결렬되고 결국 영국은 도스트 무함마드를 폐위시킬 계획을 세우고 이 계획이 알려지자 도스트 무함마드는 물론 카불 전체가 분노하기 시작했다.

## 전쟁 과정

### 오클랜드의 새 왕 즉위 계획
전쟁에 다가오자 인도 총독 오클랜드는 도스트 무함마드를 폐위시킨 뒤 어느 사람을 왕위에 앉힐 구상했고 그의 정치국장 윌리엄 맥노튼이 한때 카불을 점령했으나 페샤와르에 의해 쫓겨난 샤 슈자를 추천했으나 영국 내부에서도 샤 슈자가 알맞지 않은 인물이라는 설이 돌았다.
그리고 샤 슈자가 2만 명의 군대를 이끌고 왕좌를 되찾으려 갔으나 참패를 당하자 동인도 회사 내부에서도 헤라트의 지배자 캄란 샤가 포스트 무함마드를 지목했으나 이미 맥노튼이 샤 슈자를 후계자로 지목한 상황이었다.

### 영국군의 원정
마침내 무함마드를 쫓아내기 위해 원정군이 조직되어 인도군이라 이름이 붙여진 영국군은 해리 페인이 이끄는 벵골군과 인도군 총사령관 존 킨이 이끄는 봄베이군으로 나뉘어 인도 봄베이를 출발해 인더스강을 타고 북상했으나 협력을 약속한 시크 왕국의 란지트 싱이 영국군의 영토 내부 진격을 거부하고 결국 봄베이군은 공격 루트를 수정해 신드로 향해 신드에 입성한다.
한편 원정 후 주둔을 목적으로 한 벵골군 9500명은 퀘타에서 샤 슈자의 6000명의 병력과 합류하고 1838년 12월 봄베이군과 다시 합류해 인도군은 총 2만 명의 정규군을 갖추고 지원 목적으로 파견된 민간인 3~4만 명, 낙타 3만 마리와 우마차 8000개, 영국군 장교들의 가족들까지 참전해 대군을 갖추었다.
그리고 이 거대한 원정군은 1839년 봄 아프가니스탄 내로 진입하고 전쟁이 시작되었다.

### 가즈니 공방전
영국군은 1839년 5월 4일 칸다하르에 무혈 입성 하고 카불로 곧장 진격하지만 도중 카불로 향하는 길에 위치한 가즈니에 도착한다.
가즈니는 무함마드의 아들 굴람 히데르 칸과 3500명의 병력이 지키는 도시로 21m의 성벽으로 영국군은 더 이상 진격하지 못했다. 더욱이 존 킨은 각종 대포와 공성 장비들을 준비하지 않아 고전적인 공성전으로 성문을 부수고 사다리를 타고 올라가는 방법으로 결정한다. 그러나 이마저도 아프가니스탄이 돌산과 사막의 나라라 나무를 구하기가 힘들어 공성 장비들을 만들지 못했다.
그러던 중 영국군은 잡혀온 아프가니스칸 포로들을 심문해 북문은 강하지 않다는 것을 알아내고 시내로 돌입할 계획을 세운다. 1839년 7월 22일에는 길자이 부족군이 영국군을 공격했으나 샤 슈자의 군대에게 격퇴당했고 무함마드의 또 다른 아들이 5000명의 구원병을 이끌고 가즈니로 가고 있었다.
그러나 7월 23일 새벽 3시 영국군은 유인 공격을 하여 방어 병력을 영국군 쪽으로 돌리게 한 뒤 화약으로 북문 쪽 성벽을 폭파시키고 결국 가즈니는 함락당하고 만다.

### 카불 입성
든든한 방어선인 가즈니를 상실한 아프가니스탄은 결국 1839년 8월 수도 카불을 내주고 샤 슈자가 입성한다. 그러나 무함마드는 종적을 감추어 찾을 수 없었다.
그러나 칸다하르, 가즈니, 카불 등 몇몇 도시를 제외하고는 슈자의 통제가 미치지 못했고 무함마드의 잔당과 지역 부족들이 봉기를 일으켰다. 11월에는 발루치 부족이 인도와 아프가니스탄을 연결하는 산길에서 영국군 대열을 습격하기도 했고 1840년 11월에는 도스트 무함마드가 직접 병력을 이끌고 뱅골군 2개 기병대대의 습격을 격퇴시키는 일까지 벌어진다.
점점 불안한 상황에 빠진 영국군은 지역 주민들의 민심까지 잃고 1840년 겨울 슈자는 젤라바드로 거처를 옮겼다가 1841년 봄에 다시 돌아왔다. 카불의 상황이 악화되자 영국군은 1841년 워털루 전투에 참전해 훈장까지 받았던 노장 윌리엄 엘핀스톤을 카불로 보내지만 퇴역을 앞둔 노장이었고 맥노튼과 번즈도 큰 도움이 되지 못했다.

### 최대의 위기
그리고 1841년 10월 무함마드의 아들 아크바르 칸이 바미안에서 부족들의 지지로 병력을 일으켰고 아프가니스탄 전체가 성난 군중들로 뒤덮이게 된다.
한편 카불에서는 11월 1일 모한 랄이 알렉산더 번즈에게 경고했으나 번즈는 이를 듣고않고 모한 랄이 간 뒤에도 집에 있다가 그날 밤 성난 군중들에 의해 동생 찰스 번즈, 윌리엄 브로드풋 소령, 30인의 세포인 경비병들과 함께 처참하게 살해당했다.
게다가 영국군의 초기 대응 실패로 슈자의 군대가 군중들에게 격파당하고 11월 23일 영국군 주둔지는 아프가니스탄군에게 완전히 포위당한다. 무능한 엘핀스톤이 9파운드 포로 포격을 하지만 곧 파열로 파괴되고 아프간군의 기병 돌격으로 영국군을 사정거리 밖에서 도살해버리고 결국 영국군은 300명의 사상자를 내고 후퇴한다.

### 맥노튼의 최후
1841년 11월 24일에는 아크바르 칸이 6000명의 병력을 이끌고 오면서 양측의 병력이 1:7이 되었고 다행히 아크바르 칸이 평화 협상을 제안했다.
윌리엄 맥노튼은 이 틈을 타 아프간의 부족장들을 매수하고 분열시켜 영국군에 대한 공세를 줄여 아프간의 재점령할 계획을 세우지만 이 움직임이 곧 아크바르에게 감지되어 맥노튼은 12월 23일 협상이 시작되기도 전에 아크바르의 군대와 성난 군중들에게 살해당했다.
1842년 1월 결국 양측을 평화 협상에 서명하고 영국군은 몇 명의 인질과 주요 장비들을 아프간측에 넘기고 영국군과 인도군은 남은 병력 4500명과 민간인 1만 2000명을 이끌고 마지막 주둔지 잘랄라바드로 이동하게 된다. 당시 잘랄라바드는 로버트 헨리 세일 준장의 1500명 병력과 샤 슈자가 주둔하고 있었다. 그러나 잘랄라바드에 도착했을 당시에는 여기저기 성벽이 붕괴되었고 요새를 재건하는데 많은 시간을 소비했다.

### 잘랄라바드의 항전
결국 영국군은 잘랄라바드를 사수하기로 결정했으나 당시 잘랄라바드의 수비병력은 1500명에 불과했고 약속했던 와일드 장군의 원군은 끔찍한 겨울 날씨와 아프간인들의 공격으로 히바에서 진군이 좌절되었다.
게다가 갑자기 지진까지 일어나 잘랄라바드의 방어 시설까지 파괴되었다. 다행히 요새를 재건하기 도중 아프간인들은 공격하지 않았고 1842년 봄이 되자 아크바르가 마침내 6000명의 병력을 이끌고 도착한다. 1:4라는 병력 차이에 물과 식량도 부족한 상황이었는데 데니 대령을 이런 상황을 무릅쓰고 성벽을 지나던 아프간인들을 공격해 양 500마리를 노획해 식량으로 버텼다.
물자와 병력 수에서는 아크바르가 앞섰으나 전체적 상황은 세일에게 유리했는데 조지 폴록 소장의 군대가 원군을 이끌고 오고 있었다. 용기를 회복한 영국군은 4월 7일 새벽 3개의 영국군이 아크바르의 주둔지 우측을 타격했다. 그러나 병력의 수 차이로 공격이 쉽지만은 않아 버려진 요새 인근에서 전투를 벌이다 데니 대령이 전사하기도 했다.
오랜 시간의 전투 끝에 영국군은 아프간군의 우측을 격파하고 아프간군은 많은 무기를 내버려두고 후퇴했다. 폴록의 원군은 4월 13일에야 잘랄라바드에 도착했다.

### 카불 진격
폴록은 원군을 이끌고 오면서 카이베르 계곡에서 아프간군을 무찌르고 도착한다.
한편 영국의 꼭두각시 노릇을 하던 친영파 샤 슈자는 아크바르에 의해 살해당하고 그의 아들 샤 푸테가 왕위에 오르지만 영국군과 합류한다. 그리고 아프간 남쪽 칸다하르에서는 노트 준장 3000명의 군대를 이끌고 카불로 진격하기 시작한다. 폴록도 8000명의 군대를 이끌고 경쟁하듯이 카불로 진격했다.
도중 영국 정부와 인도 총독의 교체로 문제가 생겼으나 폴록과 노트는 곧바로 진격해 아크바르는 직접 1만 5000명의 군대를 이끌고 폴록을 막고 1만 명의 병력을 가즈니에 배치해 노트를 막으려 했으나 병력의 우위에도 불구하고 폴록은 두 차례 접전 끝에 후프트 코탈에서 극적으로 아크바르를 무찔렀다.
하지만 진격 도중 1842년 9월 5일 노트의 영국군이 가즈니 주변 마을에서 약탈을 자행했고 폴록 역시 진격 도중 약탈을 저질렀다.
마침내 9월 15일 폴록이 카불에 입성하고 이어 9월 17일 노트가 뒤이어 입성했다. 그리고 영국군 인질로 잡혀있던 사람들을 풀어주었다.

### 전쟁의 뒷처리
영국군의 샤 슈자의 아들 샤 푸테를 왕위에 앉히고 보복을 하려 했다. 처음에는 카불 외곽 요새, 발라 하시르를 폭파하려했으나 아프간인들의 만류로 카불의 중앙시장을 파괴했다.

## 결과 및 영향
그러나 영국군이 떠난 지 몇 달뒤 샤 푸테가 너무 어려 왕위에서 쫓겨났고 도스트 무함마드가 다시 왕위로 복위되었다.
이 전쟁에서 영국과 인도인 2만 명 정도가 사망하고 영국은 2만 파운드에 달하는 재정을 썼다. 그리고 전쟁은 다시 제2차 영국-아프가니스탄 전쟁으로 이어진다.

## 같이 보기
- 아프가니스탄군
- 제2차 영국-아프가니스탄 전쟁
- 제3차 영국-아프가니스탄 전쟁